# Spirosperma beetoni
Spirosperma beetoni är en ringmaskart som beskrevs av Brinkhurst 1965. Spirosperma beetoni ingår i släktet Spirosperma och familjen glattmaskar. Inga underarter finns listade i Catalogue of Life.